# Christmas (Rebecca St. James)
Christmas è il quarto album in studio (il primo natalizio) della cantante australiana Rebecca St. James, pubblicato nel 1997.

## Tracce
1. Sweet Little Jesus Boy – 3:59
2. Happy Christmas – 3:40
3. O Come Emmanuel – 5:20
4. One Small Child – 3:25
5. Silent Night – 5:51
6. O Holy Night – 4:56
7. What Child Is This – 4:26
8. Jesu' Joy of Man's Desiring – 3:47
9. O Come All Ye Faithful – 4:34
10. A Cradle Prayer – 3:26